# Hermógenes Fonseca
Hermógenes Valente Fonseca (* 4. November 1908 in Rio de Janeiro; † unbekannt) war ein brasilianischer Fußballnationalspieler.

## Laufbahn
Hermógenes startete seine Laufbahn beim Andarahy AC in Rio de Janeiro. Als 19-Jähriger wechselte er zu America FC in Rio. Für diesen bestritt er seine meisten Spiele.
Seine Laufbahn in der Nationalmannschaft begann bei der Weltmeisterschaft 1930. Hier nahm er an beiden Spielen der Mannschaft teil. Danach wurde er 1931 nochmals zum Copa Río Branco berufen, wobei Uruguay als erster amtierender Weltmeister bezwungen werden konnte.
Die nachstehenden Einsätze in der Nationalmannschaft sind nachgewiesen.
Offizielle Länderspiele
- 14. Juli 1930 gegen Jugoslawien, Ergebnis: 1:2 (Fußball-Weltmeisterschaft)
- 22. Juli 1930 gegen Bolivien, Ergebnis: 4:0 (Fußball-Weltmeisterschaft)
- 10. August 1930 gegen Jugoslawien, Ergebnis: 4:1
- 17. August 1930 gegen USA, Ergebnis: 4:3
- 6. September 1931 gegen Uruguay: 2:0 (Copa Rio Branco)

## Erfolge
America 
- Staatsmeisterschaft von Rio de Janeiro: 1928, 1931

Nationalmannschaft
- Copa Río Branco: 1931